# شورای هیپو
شورای هیپو (انگلیسی: Synod of Hippo)، اشاره به سینود سال ۳۹۳ که در هیپو رگیوس در شمال آفریقا که در طول کلیسای مسیحیت اولیه میزبانی می‌شد. مجامع اضافی در سالهای ۳۹۴، ۳۹۷، ۴۰۱ و ۴۲۶ برگزار شد. آگوستین هیپو در برخی از آنها شرکت کرد.